# Ernesto Puxeddu
Ernesto Puxeddu (Villasor, 14 settembre 1876 – Cagliari, 26 gennaio 1949) è stato un chimico italiano.

## Biografia[1][2]
Nacque a Villasor, da Efisio Luigi e Maria Vacquer. Dopo gli studi secondari, si iscrisse all'Università degli Studi di Cagliari per seguire il corso di laurea in Ingegneria. Successivamente, si trasferì alla Regia Scuola di Applicazione per gli Ingegneri di Torino, dove sviluppò un interesse per la chimica sotto l’influenza di Ermenegildo Rotondi, professore di chimica analitica e tecnologica. Ritornò a Cagliari, conseguendo la laurea in Chimica generale il 30 novembre 1903 con una tesi sugli ossiazocomposti, valutata 104/110.

### Carriera accademica
Dal 1903 intraprese la carriera accademica, prima come assistente di Chimica farmaceutica sotto la guida di Giuseppe Oddo, e successivamente, nel 1906, come assistente di Luigi Francesconi nella cattedra di Chimica generale. Nel 1909 fu promosso aiuto di cattedra, ruolo che ricoprì fino al 1924.
Nel 1914 ottenne la libera docenza in Chimica generale e, l'anno seguente, assunse la direzione dell'Istituto di Chimica generale dell'Università di Cagliari, insegnando anche Chimica organica, Chimica fisica e Chimica generale e inorganica. Mentre si eseguiva una distillazione sottovuoto, un’esplosione gli costò la perdita di un occhio.
Puxeddu si dedicò alla modernizzazione dell’Istituto di Chimica farmaceutica quando, nel 1927, fu chiamato a occupare la relativa cattedra. Nel 1930 divenne professore ordinario. Tuttavia, continuò a preferire ambiti di ricerca più affini alla Chimica generale e, nel 1940, ottenne il trasferimento alla cattedra di Chimica generale e inorganica.
Fu presidente della Biblioteca Universitaria di Cagliari dal 1943 al 1947. Nel 1945 fu nominato presidente onorario dell’associazione Amici del Libro.

### L'avversione verso il regime
(Inaugurazione dell'anno accademico 1945)
La sua estraneità al regime fascista e l’appartenenza alla massoneria ostacolarono inizialmente la sua carriera, ma nel 1945, terminata la guerra, contribuì alla sua elezione come 53º rettore dell'Università degli Studi di Cagliari, il primo dopo la caduta del regime. In tale ruolo, si distinse per le sue critiche al regime fascista e per il sostegno alla libertà accademica e democratica. Rimase rettore fino al 31 ottobre 1947, quando venne chiamato a far parte del Consiglio nazionale della pubblica istruzione.
Continuò a tenere lezioni e svolgere ricerche fino alla sua morte improvvisa, avvenuta il 26 gennaio 1949. L'Università di Cagliari sospese le attività accademiche in segno di lutto.

## Riconoscimenti
È intitolato a Ernesto Puxeddu l'Istituto Comprensivo del suo paese natale.

## Opere principali
Puxeddu svolse ricerche in diversi ambiti della chimica. Pubblicò numerosi articoli:
- Riduzione degli ossiazocomposti in aminofenoli per mezzo della fenilidrazina, in collaborazione con G. Oddo, Tip. di F. Failli, Roma 1905;
- Isomeria nella serie degli ossiazocomposti sui 5-azoisoeugenoli, Tip. della r. Accademia dei Lincei, Roma 1906;
- Sulla costituzione e sulle isomerie stereochimiche dei polimeri dei fenoli con catena propenilica, «Gazzetta chimica italiana», vol. 46, parte 2, 1916, pp. 177-186, con E. Marica;
- Polimerizzazione in soluzione eterea con cloruro ferrico, sul Settimo polimero dell'anetolo, Soc. Tip. Sarda, Cagliari 1919;
- Sui minerali radioattivi di Sardegna, Tip. P. Valdés, Cagliari 1922;
- Analisi chimica e ricerche chimico-fisiche delle sorgenti termali di Sardara, Roma 1933;
- Gli atomi di Lucrezio, Tip. V. Musanti, Cagliari 1935;
- Costituzione chimica delle chetofenmorfoline, in collaborazione con G. Sanna, Tip. V. Musanti, Cagliari 1935;
- Rapporti fra glicemia, uricoemia, creatinemia e creatininemia, Tip. V. Musanti, Cagliari 1936;
- Ricerche idrologiche nella Sardegna meridionale, in collaborazione con S. Vardabasso, Tip. V. Musanti, Cagliari 1942;
- Le acque minerali della Sardegna, opera postuma, a cura di A. Rattu, Cagliari 1951.